# Edgar Bronfman Sr.
Edgar Miles Bronfman (Montreal, 20 de junho de 1929 — Manhattan, 21 de dezembro de 2013) foi um empresário canadense-americano. Ele trabalhou para a empresa de bebidas destiladas da família, Seagram, tornando-se presidente, tesoureiro e CEO. Como presidente do Congresso Judaico Mundial, Bronfman é especialmente lembrado por iniciar a diplomacia com a União Soviética, o que resultou na legitimação do idioma hebraico na Rússia e contribuiu para que os judeus soviéticos fossem legalmente capazes de praticar sua própria religião e emigrar para Israel.

## Biografia
Bronfman nasceu na família judeu-canadense Bronfman em Montreal, filho de Samuel Bronfman, um russo que emigrou para o Canadá com seus pais, e Saidye Rosner Bronfman, natural de Manitoba, nascido em Imigrantes da Europa Oriental. Eles criaram seus quatro filhos em Montreal.
Em 1925, Sam e seu irmão, Allan, construíram a primeira destilaria de bebidas da família perto de Montreal. Mais tarde, eles compraram uma destilaria de propriedade da família Seagram e incorporaram o nome. A subsidiária americana da Seagram Company Ltd. foi aberta em 1933; Edgar Bronfman mais tarde se encarregaria da subsidiária.
Bronfman tinha duas irmãs mais velhas: o arquiteto Phyllis Lambert e Minda de Gunzburg, que se casaram com o barão Alain de Gunzburg (1925–2004), bisneto de Joseph Günzburg. Bronfman também tinha um irmão mais novo, Charles Bronfman. Os Bronfmans "mantinham uma casa kosher, e as crianças recebiam educação religiosa nos fins de semana. Mas durante a semana Edgar e seu irmão mais novo, Charles, estavam entre um punhado de judeus enviados para escolas anglófonas particulares, onde frequentavam capelas e comiam carne de porco".
Bronfman frequentou a Selwyn House School em Montreal, e a Trinity College School em Port Hope, Ontário, Canadá. Em seguida, ele frequentou o Williams College e depois se transferiu para a Universidade McGill, onde se formou em 1951 com um diploma de bacharel em comércio.

## Prêmios

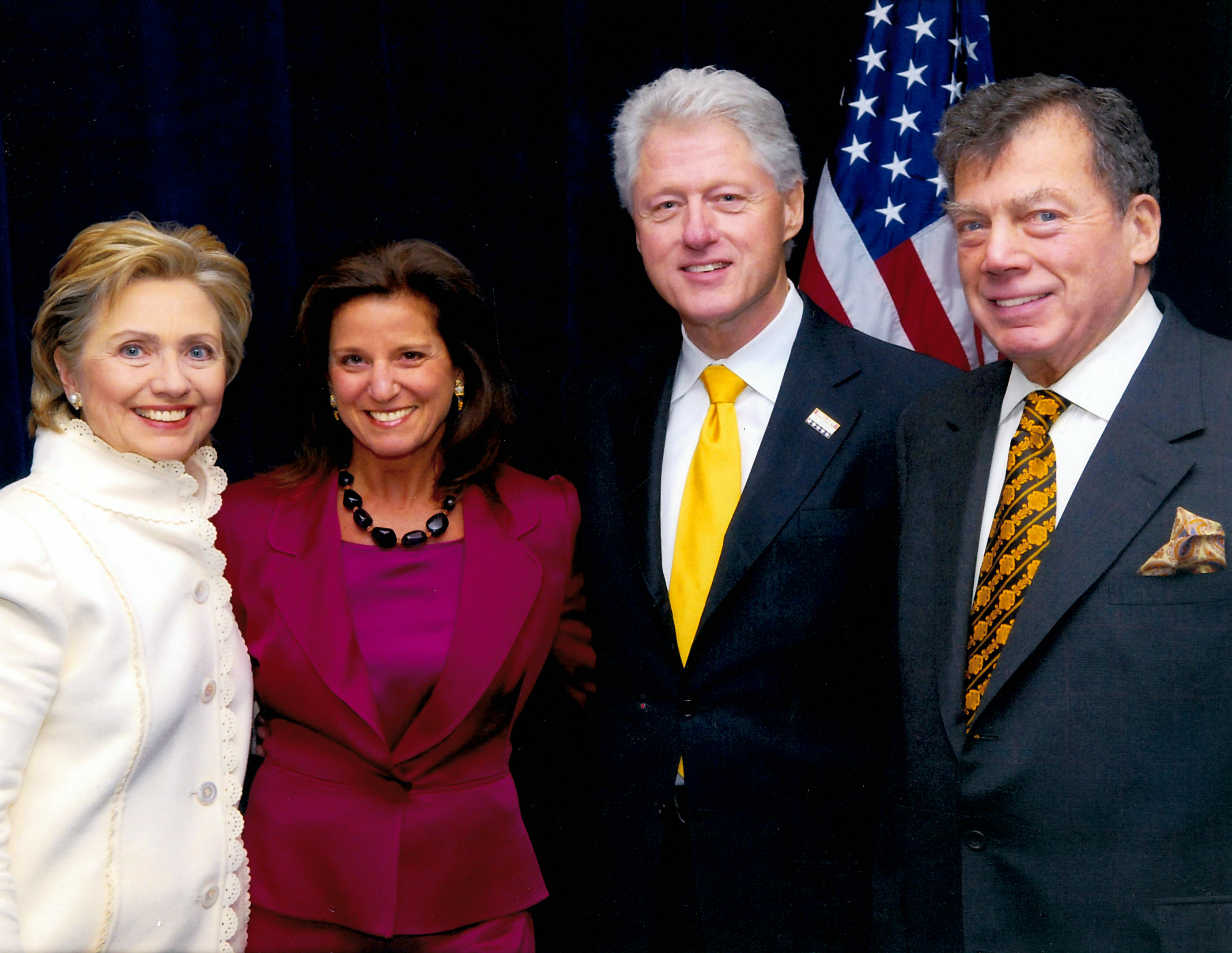
Edgar M. Bronfman recebeu a Medalha Presidencial da Liberdade do Presidente Bill Clinton em 1999

Em 1986, Bronfman foi homenageado com o Chevalier de la Légion d'honneur (Legião de Honra), do governo da França.
Bronfman foi agraciado com a Medalha Presidencial da Liberdade pelo presidente dos EUA Bill Clinton em agosto de 1999 e a Estrela da Amizade do Povo pelo líder da Alemanha Oriental Erich Honecker em outubro de 1988.
Em 2000, ele recebeu a Medalha Leo Baeck por seu trabalho humanitário promovendo a tolerância e a justiça social, e em 2005 recebeu o Prêmio Hillel Renaissance.

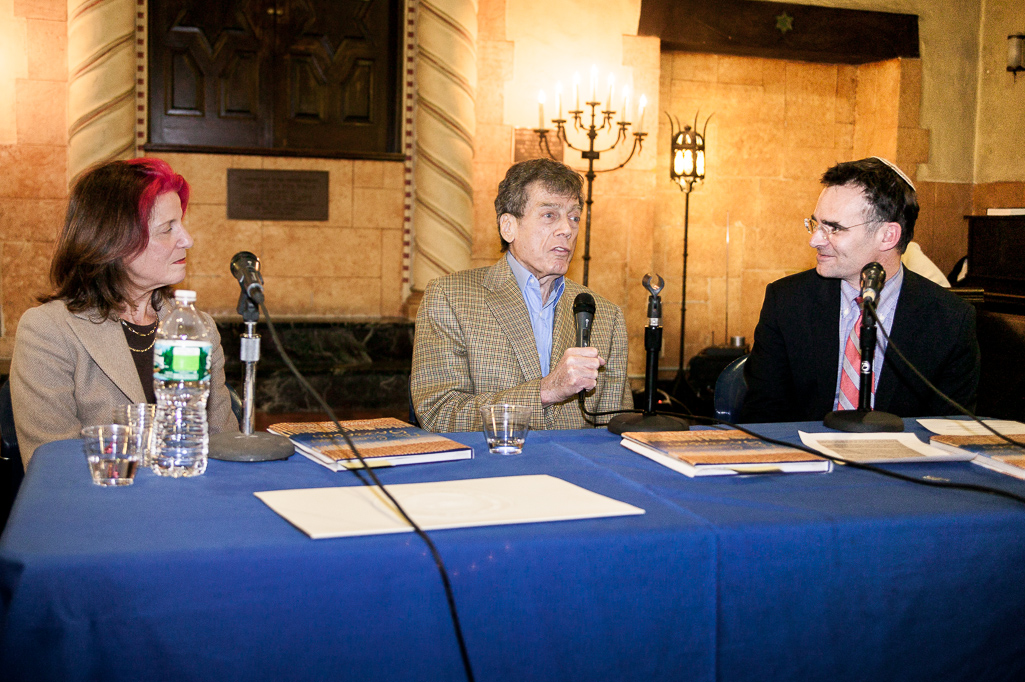
Edgar M. Bronfman, Jan Aronson (esquerda) e Rabino Andy Bachman (extrema direita) falam sobre The Bronfman Haggadah

## Obras e publicações
- Bronfman, Edgar M. e Jan Aronson. The Bronfman Haggadah. WorldCat. Nova Iorque: Rizzoli International Publications, 2012. ISBN 978-0-8478-3968-1
- Bronfman, Edgar M. e Beth Zasloff. Hope, Not Fear: A Path to Jewish Renaissance. Nova Iorque: St. Martin's Press, 2008. ISBN 978-0-3123-7792-2
- Bronfman, Edgar M. e Catherine Whitney. The Third Act: Reinventing Yourself After Retirement. Nova Iorque: G. P. Putnam, 2002. ISBN 978-0-399-14869-9
- Bronfman, Edgar M. Good Spirits: The Making of a Businessman. Nova Iorque: Putnam, 1998. ISBN 978-0-399-14374-8
- Bronfman, Edgar M. The Making of a Jew. Nova Iorque: Putnam, 1996. ISBN 978-0-399-14220-8